# Nathalie Kubalski

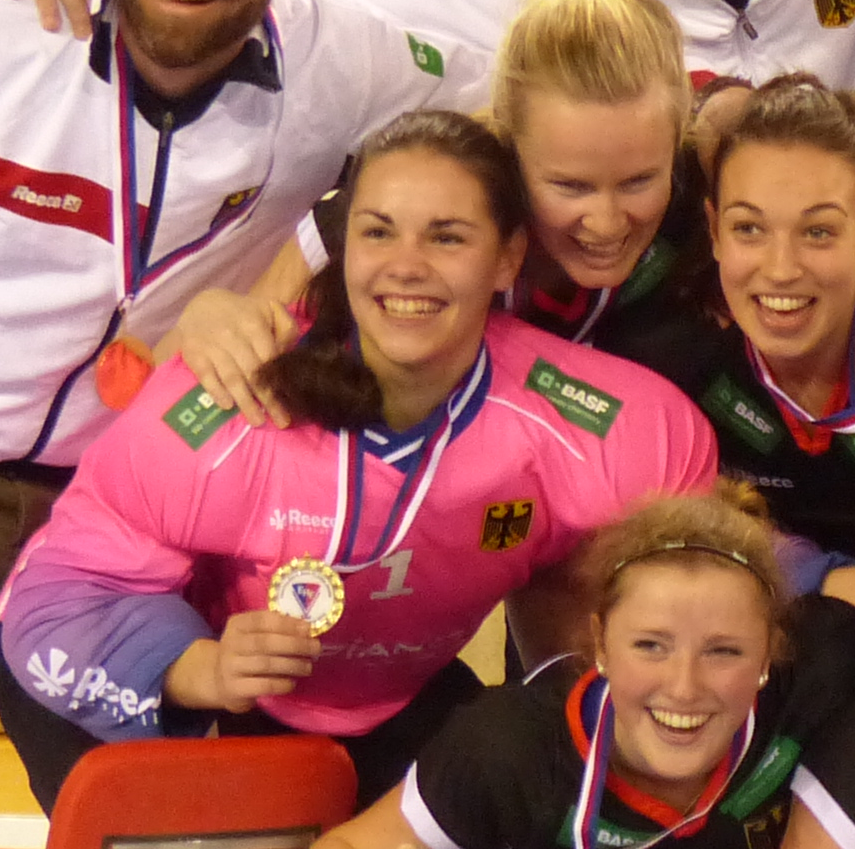
Nathalie Kubalski mit der Goldmedaille bei der Hallen-Europameisterschaft 2018

Nathalie Kubalski (* 3. September 1993) ist eine deutsche Hockeytorhüterin. Sie gewann einmal Silber bei einer Feldhockey-Europameisterschaft und zweimal Gold bei einer Europameisterschaft in der Halle.

## Sportliche Karriere
Nathalie Kubalski spielte beim Düsseldorfer HC und wechselte dann in die Niederlande zum Nijmegen MHC. In der Nationalmannschaft war sie jahrelang die Ersatztorhüterin hinter Julia Sonntag. Insgesamt absolvierte sie 58 Länderspiele, davon 9 in der Halle.  (Stand 13. Juni 2024) 
Von 2009 bis 2013 kam sie in 25 Länderspielen in den verschiedenen Altersklassen-Nationalmannschaften zum Einsatz. 2011 war sie Zweite bei der U18-Europameisterschaft. In der A-Nationalmannschaft debütierte sie im Januar 2018 bei der Hallenhockey-Europameisterschaft in Prag, die deutsche Mannschaft gewann das Finale im Penaltyschießen gegen die Mannschaft aus den Niederlanden. Im Finale spielte zunächst Kubalski, beim Penaltyschießen stand Rosa Krüger im Tor. Bei der Feldhockey-Europameisterschaft 2019 in Antwerpen wurde die deutsche Mannschaft Zweite hinter den Niederländerinnen. Julia Sonntag begann in allen fünf Spielen, Kubalski wurde im ersten Spiel eingewechselt. Bei der Feldhockey-Weltmeisterschaft 2022 belegte die deutsche Mannschaft den vierten Platz, Kubalski wirkte in fünf Spielen mit, Sonntag in drei Partien. Ende 2022 war Kubalski Stammtorhüterin bei der Hallenhockey-Europameisterschaft in Hamburg. Ersatztorhüterin Mali Wichmann wurde dreimal in der zweiten Halbzeit eingewechselt. Die deutsche Mannschaft gewann das Turnier vor den Niederländerinnen. Bei den Olympischen Spielen 2024 in Paris belegte Kubalski mit der deutschen Mannschaft in der Vorrunde den dritten Platz. Im Viertelfinale unterlagen die Deutschen den Argentinierinnen im Shootout.